# Жовтневе (Диканський район)
Жовтне́ве — колишнє село в Україні. Підпорядковувалося Водянобалківській сільській раді Диканського району Полтавської області.
На 1859 рік — Хутір Лихопоєв.
Мало назву Борисівка, перейменоване на Жовтневе за радянської влади.
Зняте з обліку рішенням Полтавської обласної ради від 14 листопада 2012 року.